# Gemeinde Dobrna
Dobrna (deutsch: Neuhaus, auch Bad Neuhaus) ist der Name einer Gemeinde und ihres namensgebenden Hauptortes  in der historischen Landschaft Spodnja Štajerska (deutsch: Untersteiermark), Region Savinjska, in Slowenien.  Verwaltungssitz ist der Kurort Dobrna.

## Lage
Die aus elf Ortschaften bestehenden Gesamtgemeinde liegt im Celjer Becken, 18 km von Celje (deutsch: Cilli) und 80 km von Ljubljana entfernt. Durch die Gemeinde fließt die Dobrnica, die bei Nova Cerkev in die Hudinja mündet.

## Ortsteile der Gesamtgemeinde
- Brdce nad Dobrno, (deutsch: Würz)
- Dobrna (deutsch: Neuhaus)
- Klanc (deutsch: Glanz)
- Loka pri Dobrni (deutsch: Sternstein)
- Lokovina (deutsch: Katzenegg)
- Parož (deutsch:  Pareis)
- Pristova (deutsch: Meierhof)
- Strmec nad Dobrno (deutsch: Stermetz)
- Vinska Gorica (deutsch: Weinberg)
- Vrba (deutsch: Felbern)
- Zavrh nad Dobrno (deutsch: Saverschen)

## Nachbargemeinden
|         | Mislinja                                    | Vitanje         |
| Velenje | Kompassrose, die auf Nachbargemeinden zeigt | Vitanje, Vojnik |
|         | Žalec, Celje                                | Vojnik          |

## Geschichte
Erstmals erwähnt wurde Neuhaus 1253 als castro Novo, weitere Belege finden sich 1333 als Newenhous und 1493 als Neunhaus.
Bekannt ist Dobrna seit dem 15. Jahrhundert durch seine Heilquellen. Es ist das älteste Heilbad in Slowenien mit einer über 600 Jahre alten Tradition. Im 19. Jahrhundert entwickelte sich das Heilbad, vor allem für vornehme Leute wie Louis Bonaparte, zu einem Zentrum der Bäderkultur. Der ebenfalls hier weilende Johann Strauß komponierte die Neuhauser-Polka.
Bis zum Anfang des 20. Jahrhunderts wurde der Ort auf Slowenisch auch Doberna genannt.

## Sehenswürdigkeiten
Bedeutendstes Gebäude der Gemeinde ist die römisch-katholische Pfarrkirche Maria Himmelfahrt (slowenisch Marijino vnebovzetje), deren ältesten Mauern aus dem 16. Jahrhundert stammen. Die Kirche wurde 17. und 18. und Jahrhundert mehrfach umgebaut und erweitert. Das Altarbild stammt aus dem Jahre 1420 und ist der älteste Bestandteil der Kirche. Die weitere Ausstattung stammt größtenteils aus dem 18. und 19. Jahrhundert. Der Glockenturm wurde 1845 errichtet.
Sehenswert sind auch die Ruinen der Schlösser Dobrna (deutsch: Schlangenburg), das 1772 zerstört wurde, und Novi grad (deutsch: Schloss Neuburg).
Im Norden der Gemeinde liegt das Mühlental mit mehreren Mühlen. Die älteste, die obere Vok-Mühle (slowenisch: zgornji vok mlin), ist über 450 Jahre alt und gehörte zur Schlangenburg.

## Heilbad
Die Heilquelle wurde zum ersten Male 1403 erwähnt. 1582 entstand die erste Badeanstalt. 1624 wurde das heute noch existierende Kurhaus errichtet. Heute werden vor allem gynäkologische und urologische Erkrankungen sowie Rheumapatienten behandelt. Die Quelle wurde 1963 neu gefasst, sodass der Wasserausstoß von acht Litern pro Sekunde auf 15 Liter pro Sekunde gestiegen ist. Die Quelltemperatur beträgt 36 °C.

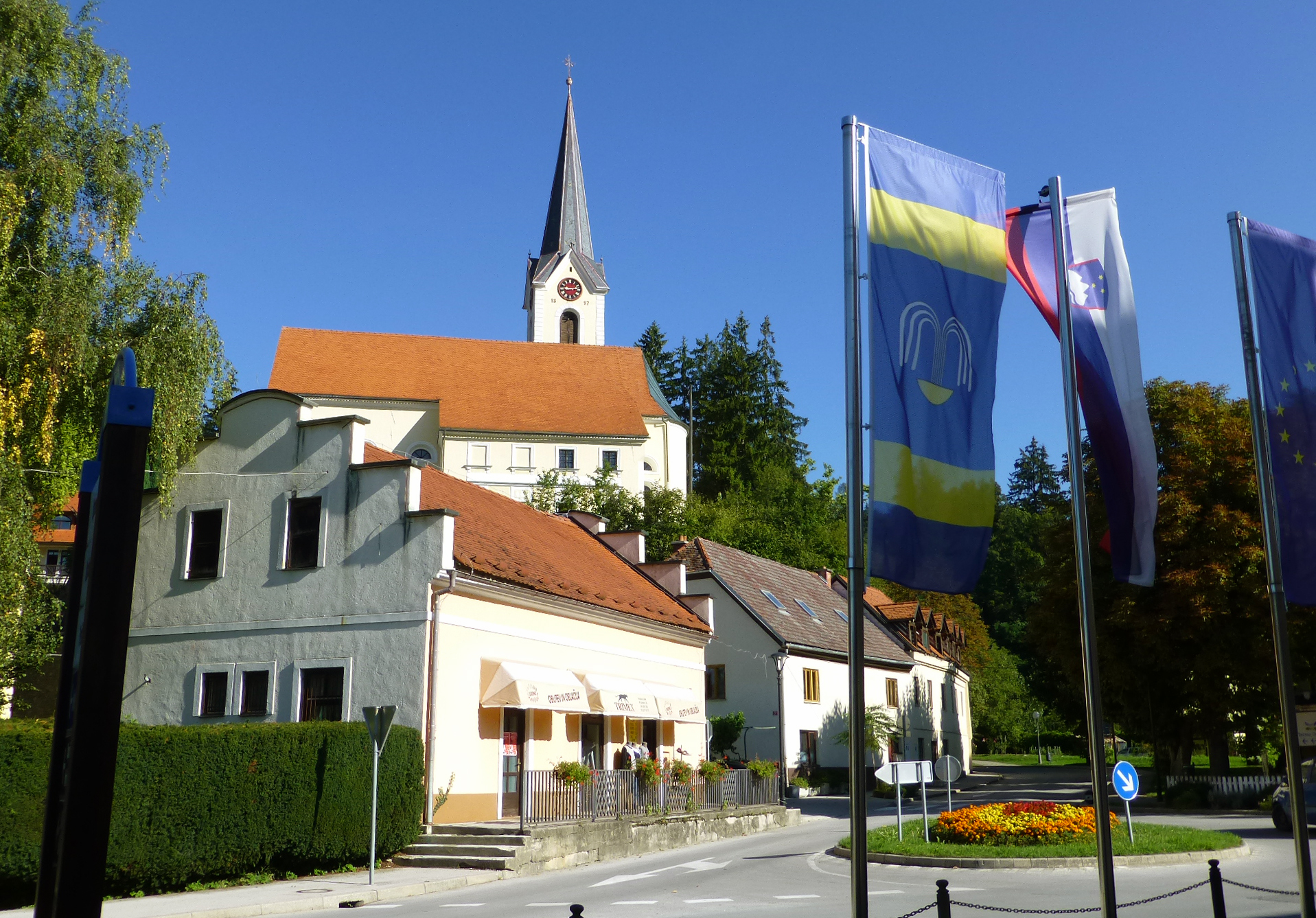
Maria Himmelfahrt in Dobrna
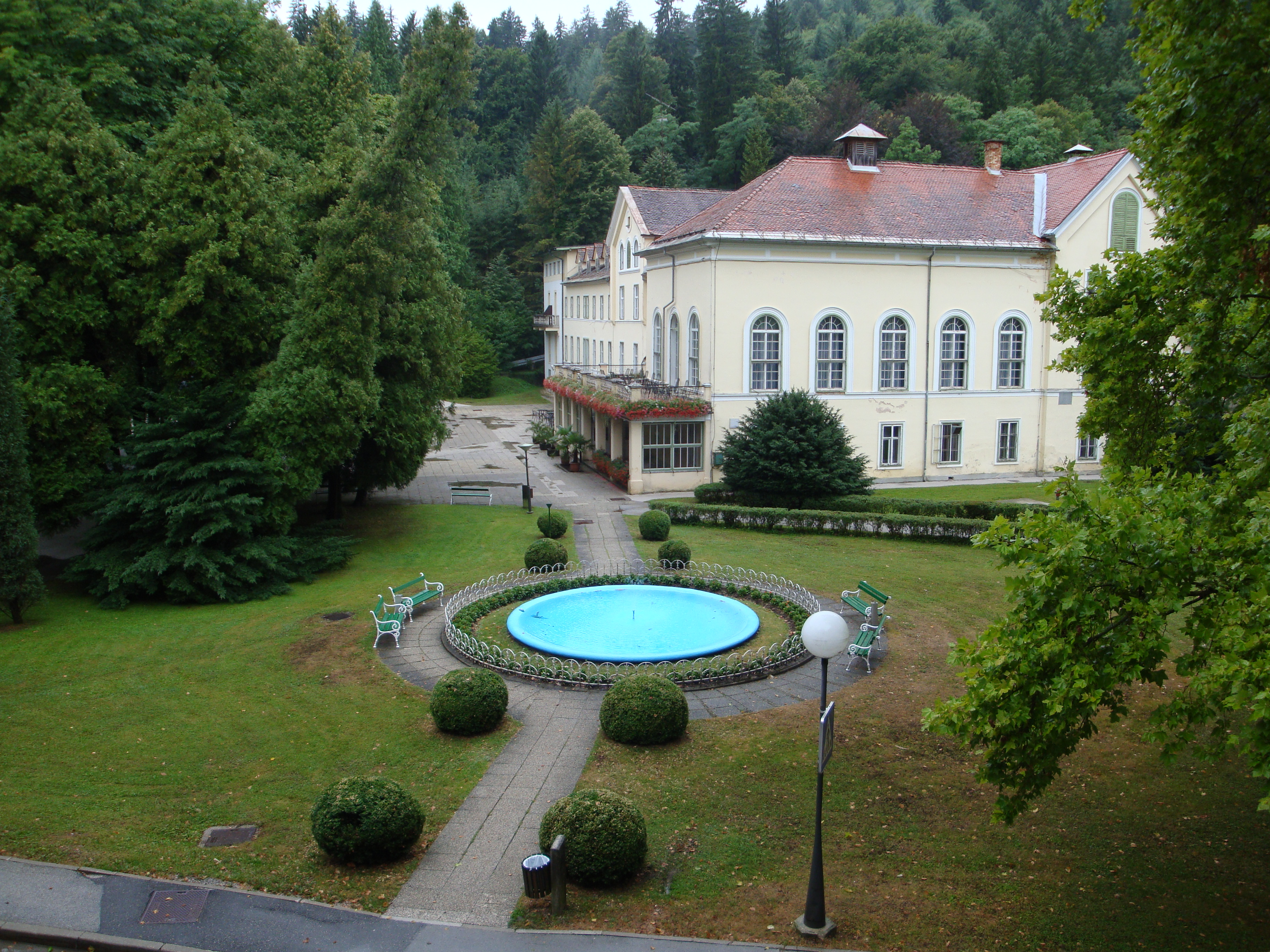
Kurhaus von 1624
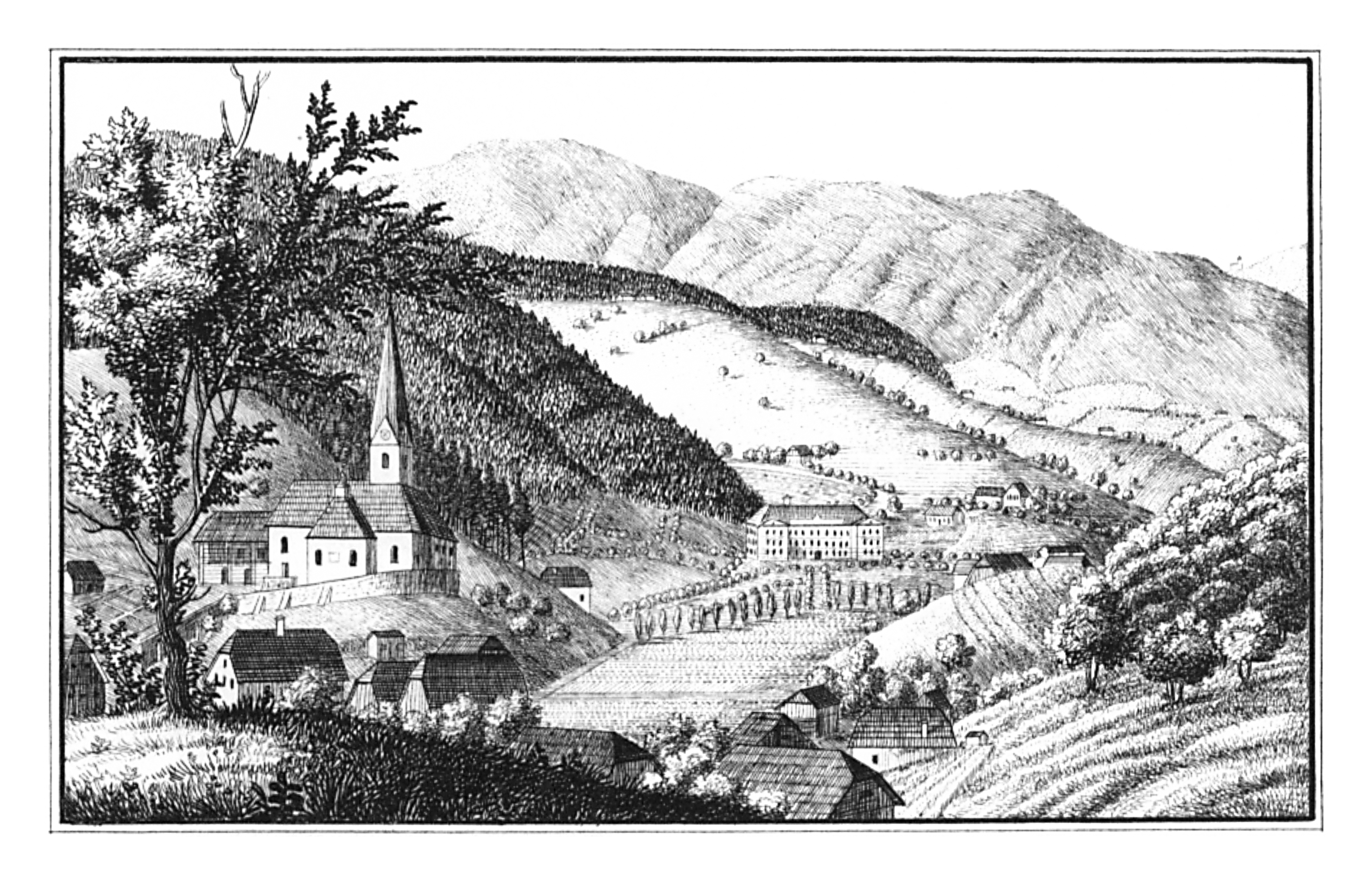
Neuhaus im 19. Jh.
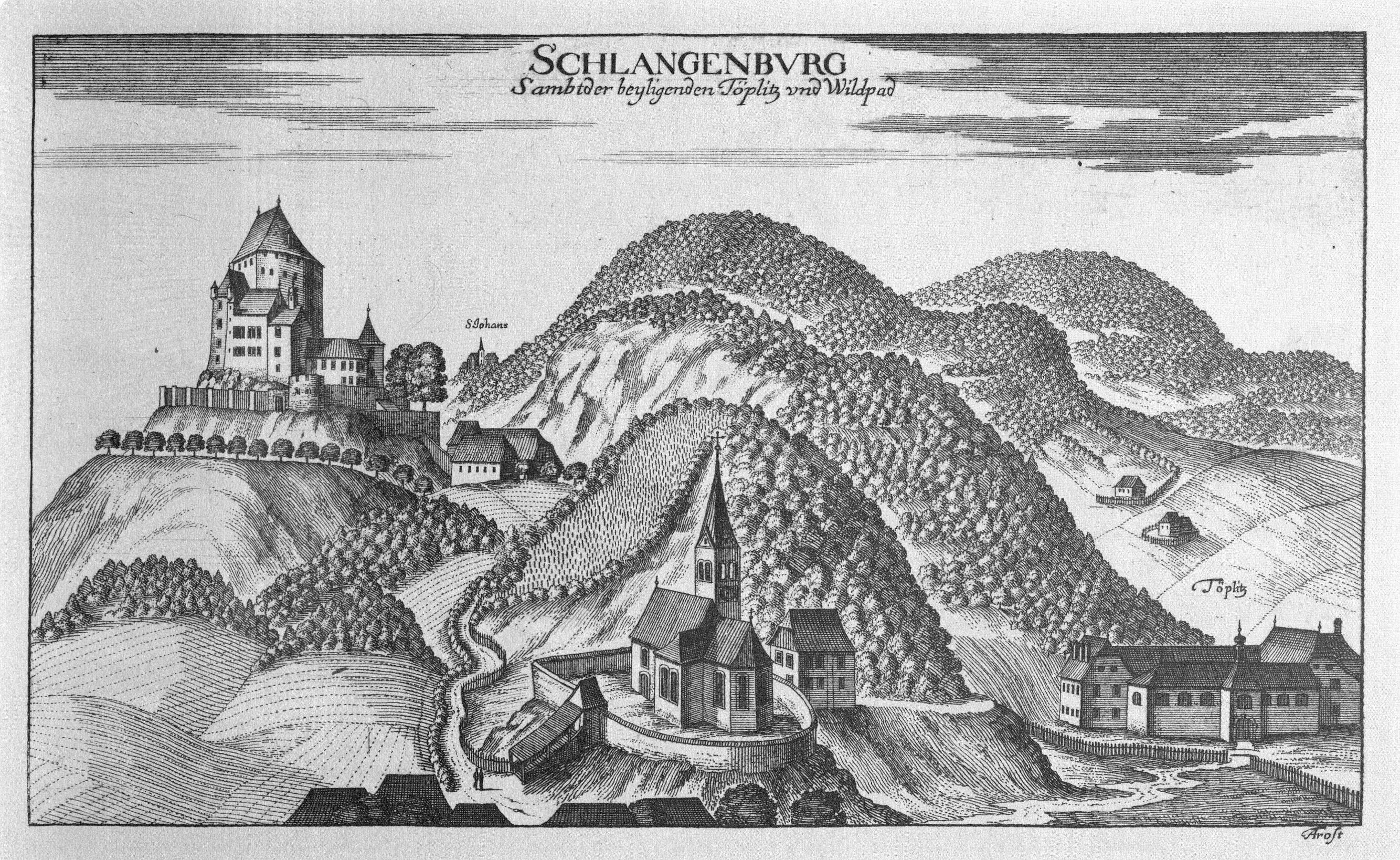
Vischer: Topographia Ducatus Stiriae Schlangenburg bei Neuhaus